# Diocesi di Pinerolo

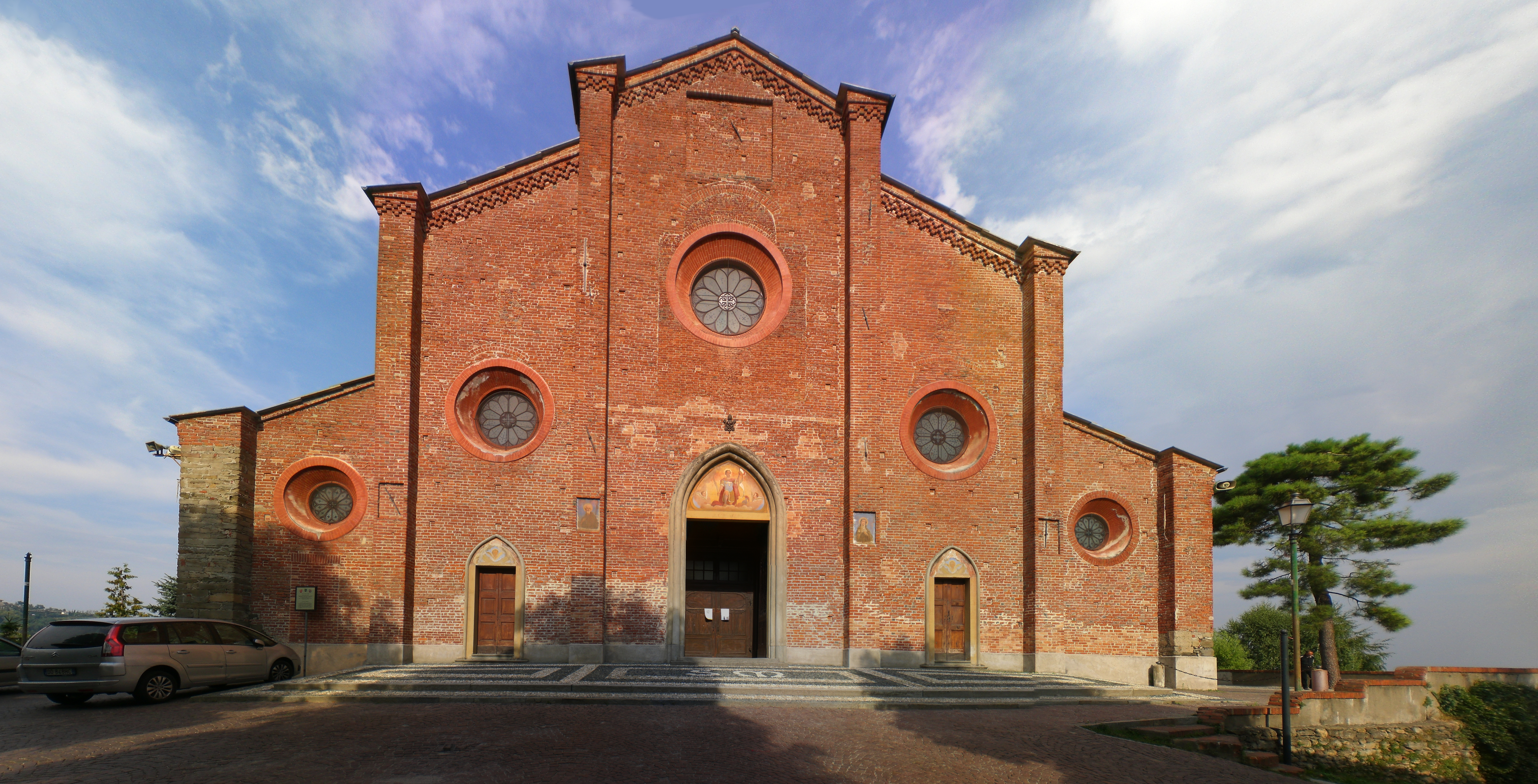
La basilica minore di San Maurizio a Pinerolo.

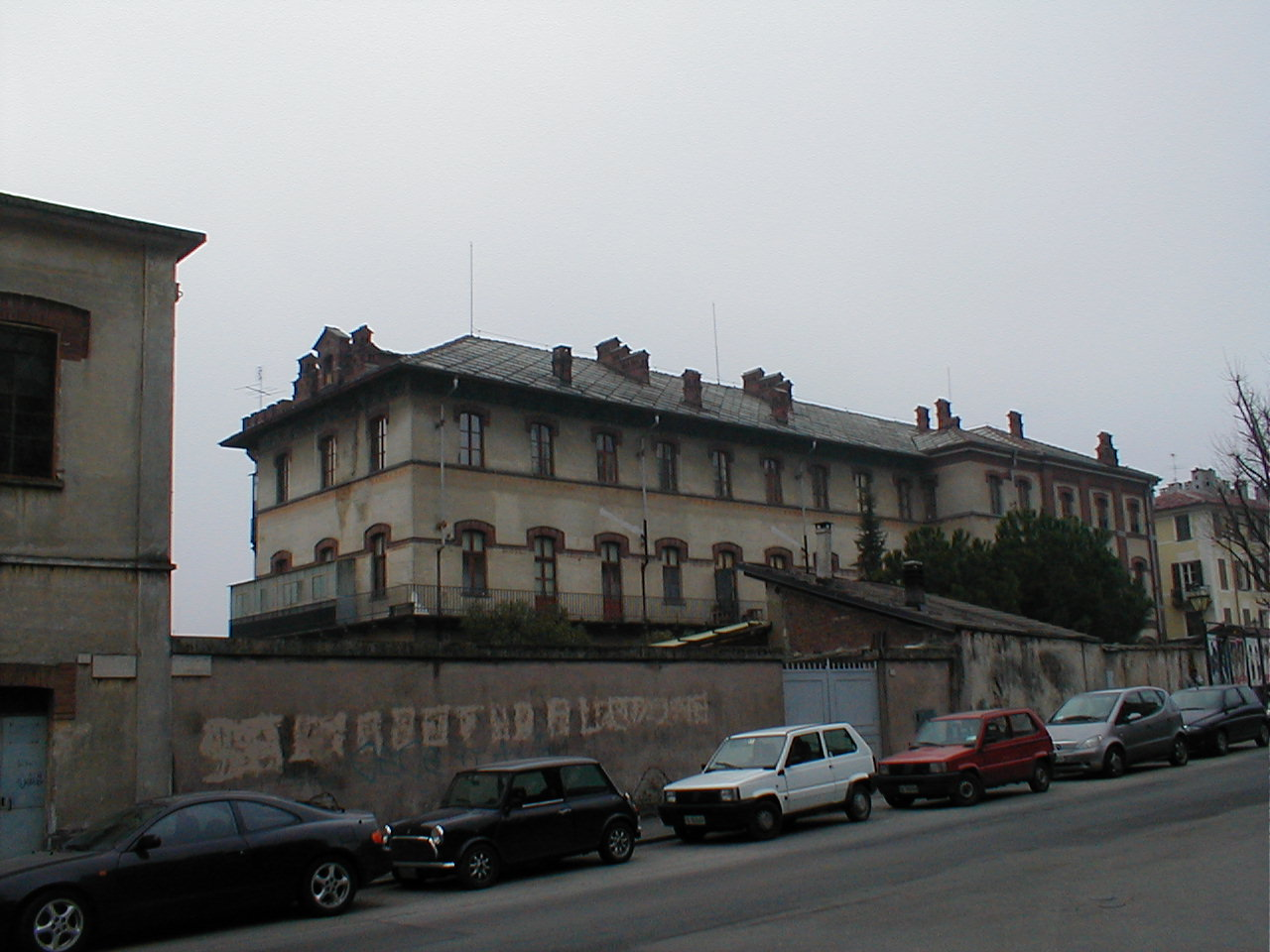
Il seminario vescovile di Pinerolo.

La diocesi di Pinerolo (in latino Dioecesis Pineroliensis) è una sede della Chiesa cattolica in Italia suffraganea dell'arcidiocesi di Torino appartenente alla regione ecclesiastica Piemonte. Nel 2023 contava 76.900 battezzati su 94.400 abitanti. È retta dal vescovo Derio Olivero.

## Territorio
La diocesi comprende la porzione sud-occidentale della città metropolitana di Torino, e si estende sui seguenti comuni: Angrogna, Bibiana (eccetto la frazione di Famolasco, che appartiene alla diocesi di Saluzzo), Bobbio Pellice, Bricherasio, Buriasco, Campiglione-Fenile, Cantalupa, Fenestrelle, Frossasco, Inverso Pinasca, Luserna San Giovanni, Lusernetta, Macello, Massello, Osasco, Perosa Argentina, Perrero, Pinasca, Pinerolo, Pomaretto, Porte, Pragelato, Prali, Pramollo, Prarostino, Roletto, Rorà, Roure, Salza di Pinerolo, San Germano Chisone, San Pietro Val Lemina, San Secondo di Pinerolo, Torre Pellice, Usseaux, Villar Pellice e Villar Perosa. Confina a nord con la diocesi di Susa, a est con l'arcidiocesi di Torino, a sud con la diocesi di Saluzzo e a ovest con la diocesi di Gap-Embrun, in Francia.
Sede vescovile è la città di Pinerolo, dove si trova la cattedrale di San Donato. A Pinerolo sorge anche la basilica minore di San Maurizio.

### Vicarie e parrocchie
Il territorio si estende su 1.444 km² ed è suddiviso in 62 parrocchie, raggruppate in 4 zone pastorali: zona pianura, zona urbana, zona Val Pellice e zona valli Chisone e Germanasca.

## Istituti religiosi
Nel 2018 la diocesi ospita le seguenti comunità religiose:
Istituti religiosi maschili
- Oblati di Maria Vergine (Pinerolo)
- Ordine dei frati minori cappuccini (Pinerolo)
- Congregazione di San Giuseppe (Pinerolo)
- Fratelli di San Giuseppe Benedetto Cottolengo (Pinerolo)

Istituti religiosi femminili
- Ordine della Visitazione di Santa Maria (Pinerolo)
- Suore di San Giuseppe di Pinerolo (Pinerolo)
- Suore di San Giuseppe Benedetto Cottolengo (Pinerolo e Pragelato)
- Suore del Santo Natale (Buriasco)
- Figlie di Maria Ausiliatrice (Perosa Argentina)
- Piccola comunità di Nazareth (Frossasco)

## Storia
La diocesi fu eretta da papa Benedetto XIV il 23 dicembre 1748 con la bolla In sacrosancta e resa suffraganea dell'arcidiocesi di Torino. Il suo territorio era costituito da 69 parrocchie, di cui 27 erano appartenute alla prevostura di Oulx, 24 all'abbazia territoriale cistercense di Santa Maria di Abbadia Alpina, fondata dalla contessa Adelaide nel 1064 e nullius dioecesis dal 1078, 16 all'arcidiocesi di Torino e 2 all'abbazia di Santa Maria Maggiore di Susa. La collegiata di San Donato, nota fin dall'XI secolo, divenne la cattedrale della nuova diocesi, mentre il palazzo del governatore sabaudo fu ceduto dal governo per essere trasformato nella sede vescovile.
Primo vescovo venne nominato Giovanni Battista D'Orliè de Saint Innocent, dei canonici regolari di Sant'Agostino, che fu l'ultimo priore di San Lorenzo di Oulx. A lui si deve la celebrazione del primo sinodo diocesano, tra il 14 e il 16 settembre 1762, con cui diede forma e organizzazione alla nuova diocesi; e l'acquisizione di un palazzo adiacente a quello vescovile come sede del seminario vescovile, che sarà poi trasferito nell'ex convento degli Agostiniani nel 1817.
Il 3 agosto 1772 Pinerolo cedette una porzione del suo territorio, corrispondente alle valli di Oulx, di Cesana e di Bardonecchia, a vantaggio dell'erezione della diocesi di Susa, ma la cessione divenne effettiva solo alla morte del vescovo di Pinerolo, nel 1797.
Molto dovette patire Pinerolo sotto la dominazione francese. Gli antifrancesi e antirepubblicani furono sopraffatti dalle milizie valdesi. Nel 1802 furono sciolte le corporazioni religiose e incamerati i loro beni: agostiniani, francescani, cappuccini, domenicani, carmelitani, fogliesi e clarisse. Il vescovo scelse una linea molto prudente, fino a far cantare il Te Deum per Napoleone e a lodarne la religiosità, proprio mentre si adottavano misure restrittive come l'imposizione di tasse che non risparmiarono il pastorale del vescovo e la riduzione del numero dei giorni festivi.
In occasione del riordino delle diocesi piemontesi voluto da Bonaparte, la sede pinerolese fu soppressa da papa Pio VII il 1º giugno 1803 e il suo territorio incorporato in quello della diocesi di Saluzzo. La diocesi fu ristabilita il 17 luglio 1817 con la bolla Beati Petri dello stesso pontefice; all'antico territorio furono aggiunte altre 5 parrocchie, scorporate dall'arcidiocesi torinese.
Durante il periodo risorgimentale il vescovo Renaldi (1848-1873) mantenne un atteggiamento liberale, spesso in contrasto alla linea dei metropoliti torinesi. Si schierò decisamente a favore dell'emancipazione dei valdesi voluta da re Carlo Alberto, che appoggiò nelle sue prediche contro l'intolleranza. Accolse nella sua diocesi i chierici di simpatie liberali rifiutati dall'arcivescovo di Torino e al concilio Vaticano I fu uno strenuo oppositore del dogma dell'infallibilità papale.
L'anticlericalismo massonico e liberale osteggerà il vescovo Vassarotti (1873-1881), succeduto a Renaldi. Per alcuni mesi non poté risiedere in vescovado per la mancanza dell'exequatur governativo alla sua elezione. Le autorità non presenziarono al suo ingresso in diocesi e più tardi dovette rinunciare al progetto di restauro della cattedrale, per l'ostilità dell'amministrazione comunale. Il suo episcopato fu tutto all'insegna della devozione: triplicò gli alunni iscritti al seminario e nella visita pastorale combatté gli abusi morali quali l'inosservanza delle feste religiose, le bestemmie, le intemperanze.
Infine il progetto del restauro della cattedrale fu uno dei successi del vescovo Sardi (1886-1894); la cattedrale fu ultimata all'inizio del Novecento con l'edificazione delle cappelle della navata destra e delle sacrestie.
Il vescovo Giovanni Battista Rossi (1894-1922) difese i fedeli da quelli che considerava i pericoli della predicazione valdese, a suo giudizio opera del demonio (in particolare insistette sul culto dei santi e della Vergine), e dalla diffusione dell'ideologia socialista. Al Rossi si deve anche la costruzione del nuovo seminario, inaugurato nel settembre del 1899, la diffusione dell'opera catechistica nelle parrocchie della diocesi e la fondazione nel 1906 de L'Eco del Chisone, settimanale cattolico della diocesi.
Dal 1968 al 1974 la diocesi rimase senza vescovo. Per i primi quattro anni fu governata, in qualità di amministratore apostolico, dal vescovo Bartolomeo Santo Quadri, che fu tra i principali promotori e diffusori in diocesi dello spirito e delle decisioni del concilio Vaticano II, in particolare quelle riguardanti l'ecumenismo, dando così avvio ad un nuovo rapporto tra la diocesi e la comunità valdese.
Nel 1997 il vescovo Pietro Giachetti istituì il museo diocesano di Pinerolo, nei pressi della cattedrale. Il suo successore, Pier Giorgio Debernardi, ha fondato nel 2000 la biblioteca diocesana "Giulio Bonatto", con sede nei locali del seminario vescovile.

## Cronotassi dei vescovi
Si omettono i periodi di sede vacante non superiori ai 2 anni o non storicamente accertati.
- Jean-Baptiste D'Orliè De Saint Innocent, C.R.S.A. † (5 maggio 1749 - 2 settembre 1794 deceduto)
- Giuseppe Maria Pietro Grimaldi † (24 luglio 1797 - 1803 dimesso[8])
  - Sede soppressa (1803-1817)
- François-Marie Bigex † (1º ottobre 1817 - 24 maggio 1824 nominato arcivescovo di Chambéry)
- Pierre-Joseph Rey † (24 maggio 1824 - 2 luglio 1832 nominato vescovo di Annecy)
- Andrea Charvaz † (20 gennaio 1834 - 9 maggio 1848 dimesso)
- Lorenzo Guglielmo Maria Renaldi † (11 dicembre 1848 - 23 luglio 1873 deceduto)
- Giovanni Domenico Vassarotti † (22 dicembre 1873 - 25 agosto 1881 deceduto)
- Filippo Chiesa † (18 novembre 1881 - 7 giugno 1886 nominato vescovo di Casale Monferrato)
- Giovanni Maria Sardi † (7 giugno 1886 - 22 gennaio 1894 deceduto)
- Giovanni Battista Rossi † (18 maggio 1894 - 19 agosto 1922 deceduto)
- Angelo Bartolomasi † (11 dicembre 1922 - 23 aprile 1929 nominato ordinario militare in Italia[9])
- Gaudenzio Binaschi † (20 gennaio 1930 - 23 maggio 1968 deceduto)
  - Sede vacante (1968-1974)[10]
- Massimo Giustetti † (21 marzo 1974 - 17 dicembre 1975 nominato vescovo di Mondovì)
- Pietro Giachetti † (1º maggio 1976 - 7 luglio 1998 ritirato)
- Pier Giorgio Debernardi (7 luglio 1998 - 7 luglio 2017 ritirato)
- Derio Olivero, dal 7 luglio 2017

## Statistiche
La diocesi nel 2023 su una popolazione di 94.400 persone contava 76.900 battezzati, corrispondenti all'81,5% del totale.
| anno | popolazione | popolazione | popolazione | presbiteri | presbiteri | presbiteri | presbiteri                | diaconi | religiosi | religiosi | parrocchie |
| anno | battezzati  | totale      | %           | numero     | secolari   | regolari   | battezzati per presbitero | diaconi | uomini    | donne     | parrocchie |
| ---- | ----------- | ----------- | ----------- | ---------- | ---------- | ---------- | ------------------------- | ------- | --------- | --------- | ---------- |
| 1950 | 63.150      | 79.850      | 79,1        | 166        | 164        | 2          | 380                       |         | 63        | 875       | 62         |
| 1970 | ?           | 89.310      | ?           | 152        | 118        | 34         | ?                         |         | 52        | 589       | 65         |
| 1980 | 73.712      | 90.880      | 81,1        | 116        | 98         | 18         | 635                       |         | 25        | 603       | 68         |
| 1990 | 71.850      | 88.500      | 81,2        | 114        | 94         | 20         | 630                       | 3       | 26        | 535       | 62         |
| 1999 | 80.000      | 100.000     | 80,0        | 101        | 82         | 19         | 792                       | 9       | 31        | 440       | 62         |
| 2000 | 80.000      | 100.000     | 80,0        | 93         | 76         | 17         | 860                       | 9       | 31        | 396       | 61         |
| 2001 | 80.000      | 100.000     | 80,0        | 96         | 76         | 20         | 833                       | 10      | 53        | 409       | 62         |
| 2002 | 80.000      | 100.000     | 80,0        | 108        | 85         | 23         | 740                       | 10      | 54        | 258       | 62         |
| 2003 | 80.000      | 100.200     | 79,8        | 106        | 83         | 23         | 754                       | 10      | 52        | 248       | 62         |
| 2004 | 80.000      | 100.250     | 79,8        | 106        | 81         | 25         | 754                       | 10      | 55        | 350       | 62         |
| 2013 | 81.200      | 101.400     | 80,1        | 92         | 67         | 25         | 882                       | 17      | 30        | 192       | 62         |
| 2016 | 79.000      | 96.000      | 82,3        | 89         | 64         | 25         | 887                       | 16      | 30        | 192       | 62         |
| 2019 | 78.890      | 96.860      | 81,4        | 82         | 57         | 25         | 962                       | 15      | 30        | 152       | 62         |
| 2021 | 77.950      | 95.700      | 81,5        | 79         | 56         | 23         | 986                       | 15      | 27        | 132       | 62         |
| 2023 | 76.900      | 94.400      | 81,5        | 70         | 56         | 14         | 1.098                     | 17      | 18        | 120       | 62         |